# Dežnički
Dežnički (znanstveno ime Lepiota) so rod gliv iz družine kukmark (Agaricaceae). Na svetu poznamo okoli 400 različnih vrst. Mnoge so strupene, nekatere celo smrtonosne.

## Značilnosti
Gobe oblikujejo majhne luskaste klobučke, imajo trosovnico sestavljeno iz belih lističev z belkastimi trosi in obroček na betu.

## Življenjski prostor in razširjenost
Vse vrste dežničkov so prizemni saprofiti, ki imajo radi bogata, apnenčasta tla. Običajno se pojavljajo v bogatem humusu v listnatih ali iglastih gozdovih, v severni Evropi pogosto med koprivami ali trpežnim golšcem. Nekatere vrste uspevajo na apnenčastih travnikih ali na sipinah.
Dežnički so razširjeni po vsemu svetu, vendar dajejo prednost toplim območjem.

## Strupenost
Nobena vrsta dežnička ne velja za užitno.
Mnoge vrste vsebujejo amatoksine in so smrtno strupene. Med vrstami, ki so povrzročile zastrupitve s smrtnim izidom so:
- pogubni dežniček (Lepiota helveola),[3][4]
- mesnorjavi dežniček (Lepiota brunneoincarnata),[5][6]
- rožnati dežniček (Lepiota subincarnata),[7]
- rjavolilasti dežniček (Lepiota brunneolilacea),[8]
- kostanjasti dežniček (Lepiota castanea),[3]

## Seznam dežničkov Slovenije[9]
- belkasti dežniček (Lepiota subalba)
- črnoluski dežniček (Lepiota felina)
- dvobarvni dežniček (Lepiota rufipes)
- gladki dežniček (Lepiota oreadiformis)
- ježasti dežniček (Lepiota echinella)
- koprenasti dežniček (Lepiota cortinarius)
- kostanjasti dežniček (Lepiota castanea)
- lilasti dežniček (Lepiota lilacea)
- mesnorjavi dežniček (Lepiota brunneoincarnata)
- obuti dežniček (Lepiota clypeolaria)
- olivnorjavi dežniček (Lepiota forquignonii)
- okrasti dežniček (Lepiota ochraceofulva)
- polobuti dežniček (Lepiota clypeolarioides)
- pogubni dežniček (Lepiota helveola)
- rdečedniščni dežniček (Lepiota ignivolvata)
- redkvičasti dežniček (Lepiota erminea)
- rjavolilasti dežniček (Lepiota brunneolilacea)
- rožnati dežniček (Lepiota subincarnata)
- rumenolistni dežniček (Lepiota xanthophylla)
- rumenoluski dežniček (Lepiota magnispora)
- smrdljivi dežniček (Lepiota cristata)
- travniški dežniček (Lepiota parvannulata)
- varljivi dežniček (Lepiota pseudolilacea)
- vinski dežniček (Lepiota fuscovinacea)
- vrtnarski dežniček (Lepiota bettinae)
- zažetotrosni dežniček (Lepiota magnispora)
- zoprni dežniček (Lepiota cristatoides)

## Galerija
- rožnati dežniček (Lepiota subincarnata)
- zažetotrosni dežniček (Lepiota magnispora)
- kostanjasti dežniček (Lepiota castanea)
- smrdljivi dežniček (Lepiota cristata)
- lilasti dežniček (Lepiota lilacea)